# Dohrniphora gravis
Dohrniphora gravis är en tvåvingeart som beskrevs av Borgmeier och Prado 1975. Dohrniphora gravis ingår i släktet Dohrniphora och familjen puckelflugor. Inga underarter finns listade i Catalogue of Life.